# Lovesong (песня The Cure)
«Lovesong» (также пишется «Love Song») — песня английской рок-группы The Cure, выпущенная вторым синглом из их восьмого студийного альбома Disintegration в 1989 году. Песня стала самым успешным синглом группы в США, где она достигла второй позиции в чартах Billboard Hot 100 и Modern Rock Tracks. Однако в британском чарте сингл смог занять только 18 строчку.
Название песни часто варьируется между «Lovesong» и «Love Song» на многих официальных релизах The Cure. На обложке сингла название звучит «Lovesong», в трек-листе «Love Song».

## Описание
Роберт Смит написал песню для своей невесты Мэри. Фактически, трек является этаким «свадебным подарком», с самым простым и понятным текстом за всю историю группы. Сам Смит считает «Lovesong» «самой слабой вещью в альбоме», поэтому он очень удивился большому успеху песни. Клип, снятый Тимом Поупом в интерьере сказочной пещеры, Роберт признал одним из худших в истории группы.
Сингл-версия, которая немного отличается от альбомной, была впоследствии издана на сборниках Galore: The Singles 1987–1997 и Greatest Hits. «Extended Mix» был издан на сборнике Mixed Up в 1990 году.

## Список композиций
7" сингл:
1. Love Song
2. 2 Late

12" сингл:
1. Love Song (Extended Mix)
2. 2 Late
3. Fear of Ghosts

CD сингл:
1. Love Song (Remix) — 3:28
2. Love Song (Extended Mix) — 6:20
3. 2 Late — 2:39
4. Fear of Ghosts — 6:49

## В записи участвовали
- Роберт Смит — вокал, гитара, клавишные
- Саймон Гэллап — бас-гитара
- Порл Томпсон[англ.] — гитара
- Борис Уильямс[англ.] — ударные
- Роджер О’Доннелл — клавишные
- Лоуренс «Лол» Толхерст — другие инструменты

Бывший участник The Cure Лол Толхерст не снимался в клипе на песню. Он был членом The Cure во время записи «Lovesong», но непосредственно в записи песни не участвовал и покинул группу незадолго до выхода альбома.